# ОШ „Михаило Петровић Алас” Београд
ОШ „Михаило Петровић Алас” једна је од основних школа у Београду. Налази се у улици Господар Јованова 22, у општини Стари град.

## Опште информације
Школа је почела са радом 24. септембра 1959. године, а првобитно се звала „ОШ Перо Поповић Ага”, по обућарском раднику и једном од седморице секретара СКОЈ-а.
Први наставнички кадар чинило је 38 наставника, а први управитељ школе био је Милојко Божић. Прве године рада школе уписано је 790 ученика, али се због досељавања на крају школске године број повећао на 950.
Данас школа носи име по Михаилу Петровићу Аласу, српском математичару, професору Универзитета у Београду, академику Српске краљевске академије и аласу. У оквиру школе налази се музеј у коме се налази личне ствари Петровића, које је школи поклонио његов потомак Јован Ханс Ивановић.

## Познати ђаци
- Борис Тадић, председник Републике Србије, министар телекомуникација Савезне Републике Југославије, министар одбране Србије и Црне Горе, председник Демократске странке и Социјалдемократске странке;